# Pheidole aequiseta
Pheidole aequiseta är en myrart som beskrevs av Santschi 1923. Pheidole aequiseta ingår i släktet Pheidole och familjen myror. Inga underarter finns listade i Catalogue of Life.